# Tepuihyla rodriguezi
Tepuihyla rodriguezi là một loài ếch trong họ Nhái bén.
Nó được tìm thấy ở Venezuela và có thể Guyana.
Các môi trường sống tự nhiên của chúng là đồng cỏ ở cao nhiệt đới hoặc cận nhiệt đới, đầm nước, và đầm nước ngọt có nước theo mùa. Loài này đang bị đe dọa do mất môi trường sống.